# 宇賀神寿一
宇賀神 寿一（うがじん ひさいち、1952年12月28日 - ）は、日本の学生運動家、テロリスト。アナーキスト系新左翼活動家。東アジア反日武装戦線「さそり」部隊の元メンバー。出所後は新左翼逮捕者らの人権団体の救援連絡センター事務局員。

## 来歴
東京都出身。活動家に目覚めたのは明治学院高等学校時代のベトナム反戦運動からであると述べている。部落解放運動・在日朝鮮人・韓国人の活動に関わる。また、三里塚闘争などにも参加する。
1971年4月、明治学院大学社会学部に進学。明治学院大学在学中は、「学費値上げ反対闘争」「ワーキングプア救済闘争」に参加。その中で逮捕されていった。明治学院大生の学生運動家の獄中闘争支援や在日問題に関わり、反体制、反日思想を醸成させていった。1972年10月頃、他大学の学生活動家を通じて、山谷の下層労働者を具体的に支援していくべく活動し始めていたグループ「底辺委員会」の会議で、後年「さそり」部隊でともに武装闘争を闘うことになる黒川芳正と出会う。学生を続けながら、同年末から年始にかけての山谷の越冬闘争に初めて参加し、「日雇い下層労働者のおかれている現実を実地で知り、また労働者の闘いに大きく立ちはだかる警察権力や、ヤクザとの鋭い緊張関係の中で、闘いの道義性への確信を深めていった」と述べている。
73年の夏に、単身で大阪の釜ヶ崎に西下し、ドヤに投宿して自らも日雇い肉体労働を経験する。ある日、労働者同士のケンカが起きた際、現場への救急車の到着に時間が掛かったことなどを切っ掛けに、現場周辺に労働者たちが集まりだし、日常的に感じている諸々の怒りや不満を口々に叫び始めたとしている。暴動へと発展するかのように見えた最中に、「労働者を装った私服警官たちがナチス棒（伸縮式特殊警棒）を振るい、抗議する労働者を叩きのめすといった警察の徹底した暴力的弾圧を目の当たりにした」と主張している。宇賀神は「非常な憤りを感じ、圧倒的な国家権力の暴力に対してそれをなんとかして打ち破るような闘いを考えなければ、下層労働者の闘いの発展は望めない」との思いを抱くようになったと述べている。
73年秋頃、宇賀神は黒川により打診され、高田馬場や川崎といった比較的規模の小さな寄せ場の実態調査に着手する。労働条件の改善や、悪徳業者を追及する取り組みを隠然と後方支援する。同年年末から翌74年の年始の山谷越冬闘争においては、行政による労働者の一時収容施設への刈り込みと収容施設の実態調査に従事する。『下層労働者の闘いをさらに発展させるためには武装闘争が必要である』との考えを持つようになっていた宇賀神は74年6月、黒川との話し合いの中で武装闘争に踏み出す決意をする。同年より、宇賀神と同じく明治学院大学の学生であった桐島聡とともに、東アジア反日武装戦線「さそり」に参加し、一連の連続企業爆破事件に関与する。
1975年5月19日に東アジア反日武装戦線各部隊の主要メンバー7人が一斉に逮捕される。直後に黒川が所持していた宇賀神の家の鍵から、まだ警察が把握していなかった宇賀神の存在が浮上した。宇賀神は警察に指名手配されたことを契機に、地下潜行生活に入る。学籍のあった明治学院大からは除籍処分を受ける。
指名手配から7年後の1982年7月13日、東京都板橋区内で逮捕される。宇賀神は3月まで偽名で新聞販売店で働いていた。1990年2月に最高裁が懲役18年判決を維持し、刑が確定した。岐阜刑務所に13年間服役し、2003年6月11日に出所。未決勾留期間も含め、合計21年間の獄中生活を過ごす。
出所後の宇賀神は救援連絡センターに就職した。事務局員として同センターの運営を担い、活動を推し進めながら「冤罪のない社会」を目指すとして、出所後も反権力闘争を行っている。
そのほか、三里塚闘争関係者がいる、一般社団法人スズガモで、介護に従事している。

## 著書
- 『ぼくの翻身[ふぁんしぇん] 宇賀神寿一 最終意見陳述集他』（発行:東アジア反日武装戦線への死刑・重刑攻撃と闘う支援連絡会議）

## 演じた俳優
- タモト清嵐 - 映画『逃走』（2025年3月15日公開、足立正生監督）[7]
- 奥野瑛太 - 映画『「桐島です」』（2025年7月4日公開、高橋伴明監督）[8]